# Château d'Aubigné
 (mars 2020).
Le château d'Aubigné est un château situé à Aubigné-sur-Layon, en France, en Maine-et-Loire.   

## Localisation
Le château d'Aubigné-sur-Layon, appelé à l'époque Aubigné-Briand, est situé à la frontière de L'Anjou et du Poitou.[réf. nécessaire]

## Description
Le château fort d'Aubigné-sur-layon a été construit par Geoffroi d’Aubigné. Il est constitué d'une double enceinte il a été construit au 4e quart du XIe siècle et au XVe siècle à partir des vestiges d'une enceinte du château construit plus à l'est .  
La porte d'entrée est située près de l'église. À l'intérieur de la première enceinte construite au XIIe siècle, on trouve un « four à ban » restauré, deux tours carrées du XIe siècle. L'une intacte, l'autre en ruine. Ces deux tours sont reliées entre elles par un chemin de ronde et de la même manière elles sont reliées à une troisième tour ronde, plus ancienne. À l'époque, elles avaient pour fonction de délimiter le domaine et le logis seigneurial, à présent, il est transformé en jardin. Le mur d'enceinte et les deux tours rondes (Sud-Ouest et Nord-Ouest) datent aussi du XIIe siècle. Nous pouvons trouver une cheminée du XVe siècle dans l'une des deux tours rondes. 
En ce qui concerne les vestiges du château construit plus à l'est, nous pouvons encore voir les 2 tours carrées  l'une à l'ouest, l'autre au nord ainsi qu'une cheminée mise en place au XVIe siècle et des fossés qui relient les deux tours. Nous trouvons aussi une tour ronde avec sa cheminée du XVe siècle qui fait suite au mur attenant au donjon. Il y a aussi des logis de ferme et des parties agricoles construits au XVe siècle et XVIe siècle.       
Certaines parties du château sont en ruine à la suite de la guerre de Vendée.

## Architecture
Style Renaissance.

## Jardin
Les jardins du château d'Aubigné-sur-Layon sont préservés. Ils sont utilisés pour certaines manifestations festives du village. Les jardins sont également ouverts à la visite le reste de l'année avec l'accord des propriétaires. 

## Historique
L'édifice est inscrit au titre des monuments historiques en 1930, inscrit en 1931 et inscrit en 1991.
Le château d'Aubigné-sur-Layon est une ancienne forteresse féodale créée au XIe siècle. À l'époque, le château était habité par une famille chevaleresque appelé « Les seigneurs d'Aubigné ». [La forteresse était l'habitat des ancêtres d'Agrippa d'Aubigné et de sa petite-fille Françoise d'Aubigné, appelée plus communément Madame de Maintenon, épouse de Louis XIV ; (?) : l'article consacré au poète Agrippa d'Aubigné infirme catégoriquement cette origine].
Aujourd'hui, certaines parties du château sont encore habitables ; habitées par les propriétaires actuels du château. Il existe des souterrains qui datent de la création du château.